# Trần Công Tuynh
 Trần Công Tuynh (bí danh  Thành Sơn; 2 tháng 7 năm 1930 – 31 tháng 1 năm 2009) là một nhà cách mạng, chính khách Việt Nam. Ông nguyên là Quyền Trưởng ban Ban Tổ chức của Chính phủ, Bí thư Đảng ủy, Phó Trưởng ban Ban Tổ chức – Cán bộ Chính phủ (nay là Bộ Nội vụ).

## Tiểu sử
Trần Công Tuynh bí danh Thành Sơn, sinh ngày 2 tháng 7 năm 1930 tại xã Thái Xuyên, huyện Thái Thụy, tỉnh Thái Bình. Ngay từ thời niên thiếu, Trần Công Tuynh sớm được giác ngộ và tham gia hoạt động Cách mạng ngay từ ngày đầu Cách mạng Tháng Tám.
1946 – tháng 6 năm 1947: tham gia Tự vệ chiến đấu là Tiểu đội trưởng đội cảm tử quân sau đó là Đội du kích thôn Lũng Đầu, xã Thanh Lục, huyện Thái Ninh.
Tháng 6 năm 1947 – tháng 6 năm 1949: Trần Công Tuynh là Chính trị viên trung đội du kích xã. Với tinh thần cách mạng lên cao, hăng hái chiến đấu, tích cực rèn luyện, ngày 22 tháng 6 năm 1948, Trần Công Tuynh đã được vinh dự đứng trong hàng ngũ của Đảng, đến Tháng 10 năm 1948 là Đảng viên chính thức và được phân công làm Phân chi trưởng Đảng thôn, Chi ủy viên xã Thanh Lục, huyện Thái Ninh, tỉnh Thái Bình.
Tháng 7 năm 1949 – tháng 10 năm 1950: cán bộ thoát ly trong Ban Thi đua huyện Thái Ninh, cán sự huyện ủy Thái Ninh, phụ trách xã Bích Hà.
Tháng 11 năm 1950 – tháng 5 năm 1952: Trưởng ban Địch vận huyện, Bí thư xã Minh Đức, Thần Vũ, huyện Thái Ninh.
Tháng 6 năm 1952 – tháng 12 năm 1952: Huyện ủy viên, Chánh văn phòng huyện ủy Thái Ninh, Bí thư xã Minh Đức – vùng đồng bào Công giáo tập trung trong huyện.
Tháng 1 năm 1953 – tháng 6 năm 1953: Huyện ủy viên Thái Ninh, Thường trực huyện ủy, phụ trách khu vực xã Phúc Khê – Vị Dương huyện Thái Ninh (Khu vực Cầu Sắt).
Tháng 7 năm 1953 – tháng 6 năm 1955: Trần Công Tuynh được điều động lên làm Trưởng phòng Tổ chức Ủy ban hành chính tỉnh, Phó Bí thư Liên chi chính quyền kiêm Bí thư Chi bộ cơ quan Ủy ban hành chính tỉnh Thái Bình.
Tháng 7 năm 1955 – tháng 6 năm 1956: tham gia công tác Cải cách ruộng đất và sau đó về làm cán bộ tổ chức khu ủy Tả ngạn, đi kiểm tra việc xử lý sai Đảng viên trong giảm tô.
Tháng 7 năm 1956 – tháng 1 năm 1957: Trần Công Tuynh được bổ nhiệm giữ chức vụ Phó ban Tổ chức tỉnh ủy Thái Bình.
Tháng 2 năm 1957 – tháng 1 năm 1958: Thường vụ huyện ủy Thái Ninh, phụ trách công tác sửa sai huyện Thái Ninh.
Tháng 2 năm 1958 – năm 1961: được điều động và bổ nhiệm làm Trưởng phòng Tổ chức Ủy ban hành chính tỉnh và Phó Ban Tổ chức tỉnh ủy Thái Bình.
Năm 1962: Trần Công Tuynh được cử đi học trường Nguyễn Ái Quốc tại Hải Dương.
Năm 1963 – tháng 4 năm 1964: Sau khi học xong, được cử giữ chức Phó Bí thư huyện ủy, Chủ tịch Ủy ban hành chính huyện Thái Ninh.
Tháng 5 năm 1964 – tháng 2 năm 1969: Bí thư huyện ủy Thái Ninh.
Tháng 3 năm 1969 – tháng 9 năm 1970: Trần Công Tuynh được bầu làm Tỉnh ủy viên, trực tiếp làm Bí thư huyện ủy Thái Thụy, tỉnh Thái Bình (nhập 02 huyện Thái Ninh và Thụy Anh gọi là huyện Thái Thụy).
Tháng 10 năm 1970 – tháng 12 năm 1973: được giao giữ chức vụ Trưởng ban Kiểm tra tỉnh ủy Thái Bình.
Từ 1974 – 1976: Trần Công Tuynh được cử đi học trường Đảng Nguyễn Ái Quốc Trung ương (lớp B1, hệ 2 năm).
Từ 1977 – 1979: Sau khi học xong, được cử làm Ủy viên thường vụ tỉnh ủy, Phó Chủ tịch Ủy ban nhân dân tỉnh Thái Bình, phụ trách Nông nghiệp và kinh tế mới.
Năm 1980: Bí thư huyện ủy Kiến Xương, tỉnh Thái Bình.
1981–1982: Ủy viên thường vụ tỉnh ủy, Phó Chủ tịch tỉnh, kiêm Chủ nhiệm Ủy ban Kế hoạch tỉnh Thái Bình.
1983–1986: Phó bí thư Tỉnh ủy, Phó Chủ tịch thường trực Ủy ban nhân dân tỉnh Thái Bình.
Tháng 10 năm 1986: Trần Công Tuynh được Trung ương điều động về Ban Tổ chức của Chính phủ và được bổ nhiệm giữ chức Phó trưởng ban; đến tháng 5 năm 1988, Trần Công Tuynh được Chủ tịch Hội đồng Bộ trưởng giao giữ chức vụ Quyền Trưởng ban Ban Tổ chức của Chính phủ (nay là Bộ Nội vụ).
Từ năm 1989 – tháng 12 năm 1996: Trần Công Tuynh giữ chức Phó trưởng ban thường trực Ban Tổ chức – Cán bộ Chính phủ (trong đó từ năm 1989 đến năm 1995: Bí thư Đảng ủy cơ quan Ban Tổ chức – Cán bộ Chính phụ).
Từ tháng 1 năm 1997, ông nghỉ hưu.
Trần Công Tuynh từ trần hồi 13 giờ 10 phút ngày 31 tháng 1 năm 2009 (tức ngày mồng 6 tháng 1 năm Kỷ Sửu).

## Cống hiến
- Ông tham gia Ban biên soạn Từ điển Bách khoa Việt Nam, là Trưởng ban biên soạn chuyên ngành Tổ chức đến tháng 2 năm 1999.[6]
- Giai đoạn 1989–1996, Ông phụ trách công tác điều chỉnh địa giới hành chính và lập bộ Hồ sơ – bản đồ địa giới hành chính các cấp, được đánh giá là "Lần đầu tiên trong lịch sử, Nhà nước ta đã có một bộ Hồ sơ – bản đồ địa giới hành chính các cấp được xây dựng một cách công phu theo một quy trình kỹ thuật thống nhất trong toàn quốc, có giá trị pháp lý, độ chính xác và tính thống nhất cao để sử dụng trong công tác quản lý hành chính Nhà nước, phát triển kinh tế – xã hội, giữ gìn an ninh chính trị và trật tự an toàn xã hội. Đây là một công trình khoa học và xã hội được hoàn thành với sự nỗ lực, cố gắng, kiên trì của các cơ quan Bộ, ngành (có liên quan) ở Trung ương, Đảng bộ – Chính quyền địa phương các cấp, các đơn vị thi công, các cán bộ quản lý – cán bộ, công nhân kỹ thuật và nhân dân cả nước..." [7]
- Ông là chủ nhiệm Đề tài khoa học độc lập cấp nhà nước "Cơ sở khoa học và thực tiễn phân vạch và quản lý địa giới hành chính ở Việt Nam" (1996) [8]

## Khen thưởng
Trần Công Tuynh đã được Nhà nước trao tặng:
- Huân chương Độc lập hạng Nhì
- Huân chương Lao động hạng Nhì
- Huân chương Kháng chiến hạng Ba
- Huân chương Kháng chiến chống Mỹ cứu nước hạng Nhất
- Huân chương Chiến thắng hạng Nhất
- Huy hiệu 60 năm tuổi Đảng
- Kỷ niệm chương Vì sự nghiệp ngành Tổ chức Nhà nước, Vì sự nghiệp kiểm tra của Đảng, Vì thế hệ trẻ, Vì sự nghiệp Văn thư – Lưu trữ